# Anton Genseberger
Anton Genseberger (* 29. Jänner 1965) ist ein ehemaliger österreichischer Fußballspieler.

## Karriere
Genseberger spielte bis 1991 beim Deutschlandsberger SC. In der Saison 1991/92 spielte er für den TSV Hartberg. Zur Saison 1992/93 wechselte er zum SV Flavia Solva. Mit Flavia Solva stieg er 1994 in die 2. Division auf. Sein Debüt in der zweithöchsten Spielklasse gab er im August 1994, als er am ersten Spieltag der Saison 1994/95 gegen den SV Gerasdorf in der Startelf stand und in der 83. Minute durch Wolfgang Kainz ersetzt wurde. Im selben Monat erzielte er bei einer 6:1-Niederlage gegen den Grazer AK sein erstes Zweitligator. Nach elf Einsätzen für Flavia Solva in der zweiten Liga wechselte er in der Winterpause zum SV Eibiswald.
Zur Saison 1995/96 schloss Genseberger sich dem SV Gleinstätten an. Im Jänner 1997 kehrte er zu Flavia Solva zurück. Für die Steirer absolvierte er bis zum Ende der Saison 1996/97 noch ein Zweitligaspiel, ehe er mit dem Verein am Saisonende aus der zweiten Liga abstieg. Daraufhin kehrte er zur Saison 1997/98 nach Deutschlandsberg zurück. Im April 2000 wechselte er ein zweites Mal nach Gleinstätten, wo er bis 2005 gemeldet war. In der Hinrunde der Saison 2005/06 spielte er noch für den FV St. Andrä-Höch, ehe er seine Karriere beendete.

## Persönliches
Genseberger ist heute Landesdirektor bei der Grazer Wechselseitigen.